# Supplément alimentaire minéral miraculeux
Pour les articles homonymes, voir MMS.

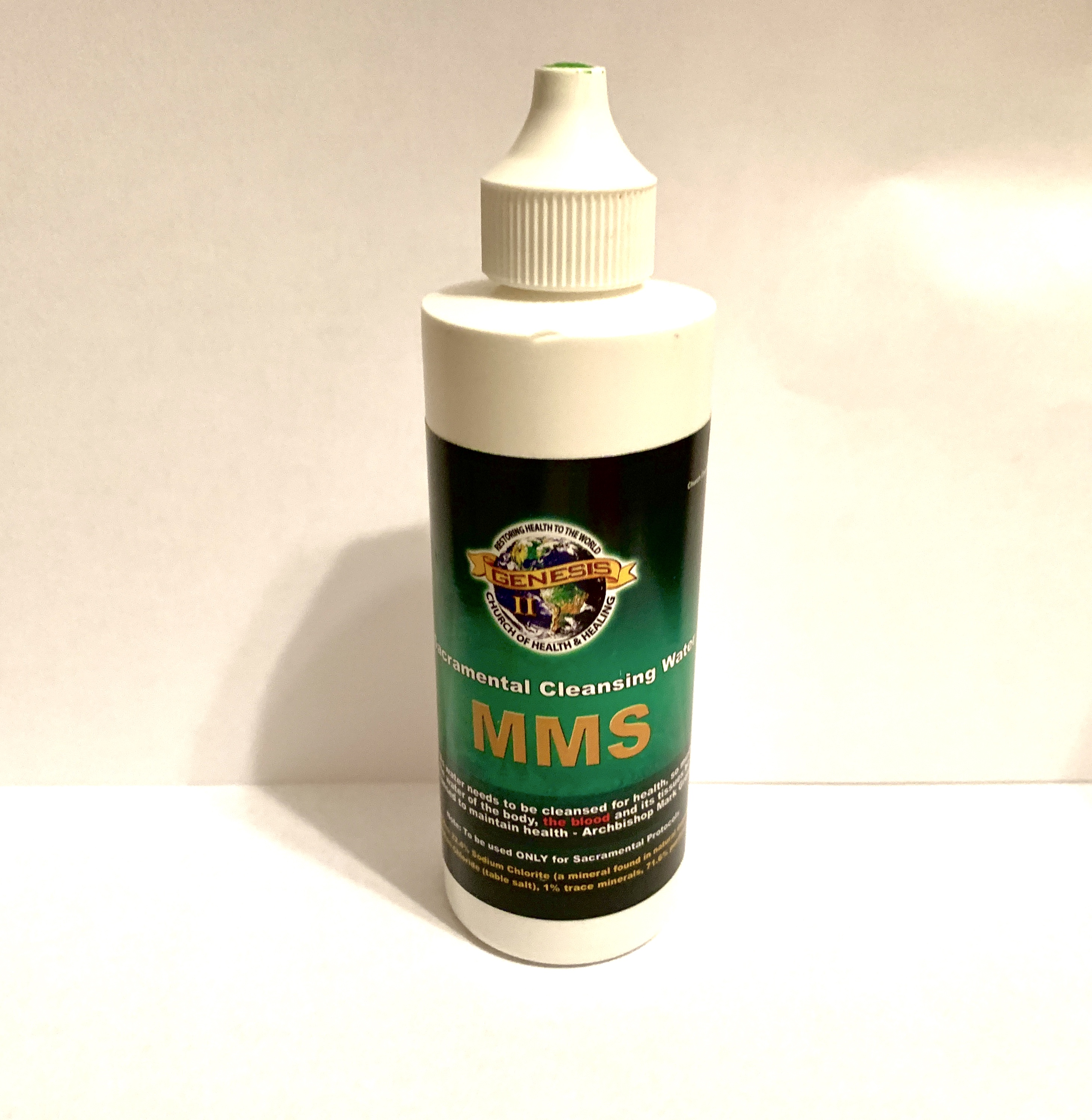
Bouteille de MMS.

Le supplément alimentaire minéral miraculeux, ou MMS (pour Miracle Mineral Supplement, devenu Miracle Mineral Solution à la suite de la modification de la législation américaine restreignant l'utilisation du terme « supplément alimentaire »), est une solution à 28 % de chlorite de sodium (NaClO2, un dérivé proche de l'eau de javel). Ce produit, dangereux et sans application médicale connue, est vendu par une secte américaine comme une panacée soignant toutes sortes de maladies courantes ou graves. 

## Principe et histoire
Le terme a été créé par l'américain Jim Humble, ancien scientologue et fondateur de sa propre église, dans son livre publié à compte d'auteur en 2006 The Miracle Mineral Solution of the 21st Century (litt., la « solution minérale miracle du XXIe siècle »). Une version plus diluée est vendue sous le nom de Chlorine Dioxide Solution (CDS).
Le MMS est censé soigner le sida, l'autisme, le paludisme, l'hépatite virale, la grippe H1N1, le Covid-19, le rhume, l'acné, le cancer, etc. Aucun essai clinique ne vient à l'appui de ces affirmations, qui ne proviennent que d'anecdotes et du livre de Humble. La Food and Drug Administration a averti à plusieurs reprises que la consommation de MMS est « dangereuse » car elle peut provoquer des « vomissements sévères » et une « insuffisance hépatique aiguë ». La vente du MMS a été interdite en 2008 au Canada et en avril 2020 aux États-Unis.
Au contact d'un acide, tel l'acide citrique d'un citron, le mélange à une partie de CDS pour cinq parties de jus de citron (ou d'acide citrique reconstitué à 10 %) produit une émanation à durée limitée de dioxyde de chlore (ClO2, un gaz corrosif et explosif extrêmement dangereux). Cette émanation est précisément ce que son vendeur, Jim Humble, fondateur de la Genesis II Church of Health and Healing, a qualifié de « MMS ». En 2016, il déclare cependant que s'il a pu dire que le MMS pouvait soigner la plupart des maladies, il pense désormais que cela ne soigne rien.

## Sécurité et avertissement
Le journal The Guardian a décrit le MMS comme « quelque chose d'extrêmement vicieux, et le conseil médical à donner est que tous ceux qui possèdent le produit doivent arrêter de l'utiliser dès maintenant et le jeter. Au Canada, il est banni après avoir mis en danger la vie des utilisateurs ».
Une enquête détaillée sur le MMS a été diffusé dans l’émission Complément d'enquête « Tous docteurs ! Quand la médecine n'a pas de réponse. » du 12 décembre 2019. On y apprend par exemple que le MMS est censé soigner l'autisme en détruisant des parasites de l'intestin - alors que le produit détruit en réalité plutôt les parois de l'intestin. En conséquence, les autorités sanitaires européennes et américaines alertent sur le fait qu'ingérer ce produit est dangereux car cela revient en quelque sorte à boire de l'eau de Javel.
En août 2020, Mark Grenon est arrêté en Colombie avec son fils Joseph pour avoir distribué aux États-Unis un produit qui a causé la mort de sept personnes.
En septembre 2020, le Guardian rapporte que le produit est toujours en vente sur Amazon où il est présenté comme un water treatment. En avril 2021, quatre membres de la famille Grenon sont mis en examen pour la fabrication et la vente de MMS. L'escroquerie leur a rapporté plus d'un million de dollars. En dépit de l'emprisonnement de la famille Grenon, le produit est toujours distribué en avril 2021 par Ricardo Garcia et sa compagnie Oclo Nanotechnology Science via les réseaux sociaux.

## Promotion
En 2025, ce pseudo-remède est activement promu auprès du ministre américain Robert Francis Kennedy Jr., dans l'espoir qu'il en autorise la commercialisation aux États-Unis,.